# 大久保武
大久保 武（おおくぼ たけし、1958年〈昭和33年〉7月18日 - ）は、福岡県出身の日本の外交官。
在イスラエル日本国大使館大使（パレスチナ関係担当）などを経て、2019年10月から駐レバノン大使を務めた。2022年12月退官。

## 略歴
- 1977年　福岡県立修猷館高等学校卒業[2]
- 1981年　外務省専門職員採用試験合格
- 1982年7月　外務省入省
- 1983年3月　早稲田大学政治経済学部政治学科卒業
- 2010年8月　在エジプト日本国大使館 一等書記官
- 2013年9月　中東アフリカ局中東第二課地域調整官 兼 国際協力局国別開発協力第二課アフガニスタン支援室長
- 2015年4月　在イスラエル日本国大使館 一等書記官
- 2015年6月　在イスラエル日本国大使館 大使（パレスチナ関係担当）
- 2019年10月　レバノン国駐箚 特命全権大使
- 2022年12月　依願免職